# Municipio de Columbia (condado de Lorain)
El municipio de Columbia (en inglés: Columbia Township) es un municipio ubicado en el condado de Lorain en el estado estadounidense de Ohio. En el año 2010 tenía una población de 7040 habitantes y una densidad poblacional de 105,68 personas por km².

## Geografía
El municipio de Columbia se encuentra ubicado en las coordenadas 41°19′25″N 81°55′5″O / 41.32361, -81.91806. Según la Oficina del Censo de los Estados Unidos, el municipio tiene una superficie total de 66.61 km², de la cual 66,06 km² corresponden a tierra firme y (0,83 %) 0,55 km² es agua.

## Demografía
Según el censo de 2010, había 7040 personas residiendo en el municipio de Columbia. La densidad de población era de 105,68 hab./km². De los 7040 habitantes, el municipio de Columbia estaba compuesto por el 97,67 % blancos, el 0,4 % eran afroamericanos, el 0,4 % eran amerindios, el 0,51 % eran asiáticos, el 0,23 % eran de otras razas y el 0,8 % eran de una mezcla de razas. Del total de la población el 1,61 % eran hispanos o latinos de cualquier raza.